# Hertta Weissman
Hertta Maria Weissman, född Ikonen 1891 i Viborg, död 1969, var en finländsk operasångerska (koloratursopran) och skådespelare. Hon gifte sig 1917 med sångaren Theodor Weissman. Efter äktenskapets upplösning gifte han om sig 1929 med Glory Lyytinen.
Ikonen var dotter till arkitekten Leander Ikonen och Jenny Matilda Ikonen samt syster till kompositören Lauri Ikonen. 1914 studerade hon sång under ledning av Maikki Järnefelt-Palmgren i Berlin och gav sina första konserter i Helsingfors och Viborg i början av maj samma år. 1924 tilldelades hon konstnärsstipendium och kunde göra en studieresa till Italien. Weissman engagerades omsider vid Finlands nationalopera och deltog tillsammans med bland andra Eric Wilkman, Erna Gräsbeck och Sulo Räikkönen sommaren 1925 på operans landsbygdsturné. Som sångerska gav hon flera konserter, bland annat var hon solist vid Helsingfors stadsorkesters julkonsert på juldagen 1929.